# Platylabus basicinctus
Platylabus basicinctus är en stekelart som beskrevs av Heinrich 1974. Platylabus basicinctus ingår i släktet Platylabus och familjen brokparasitsteklar. Inga underarter finns listade i Catalogue of Life.